# 無影灯

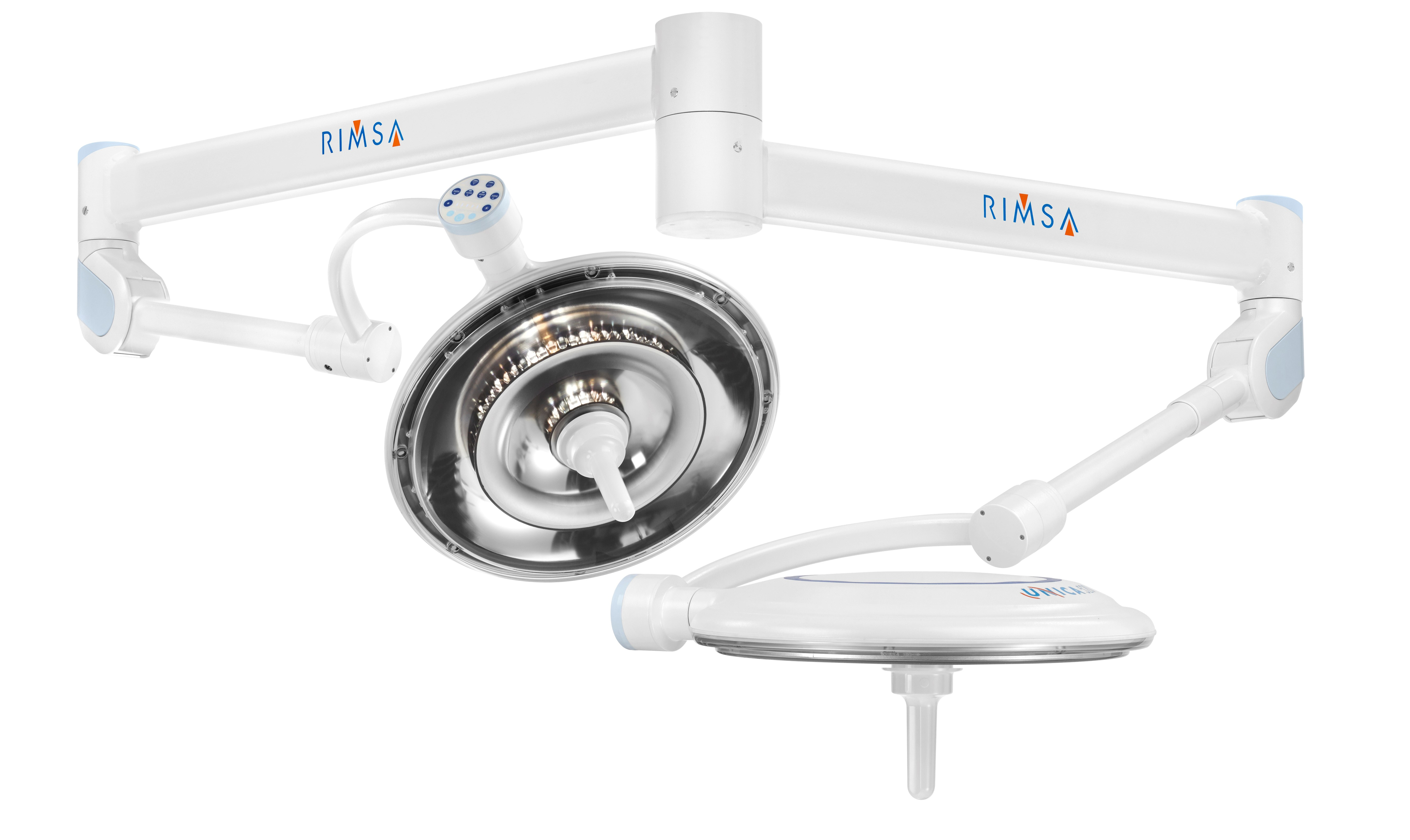
手術用ランプ

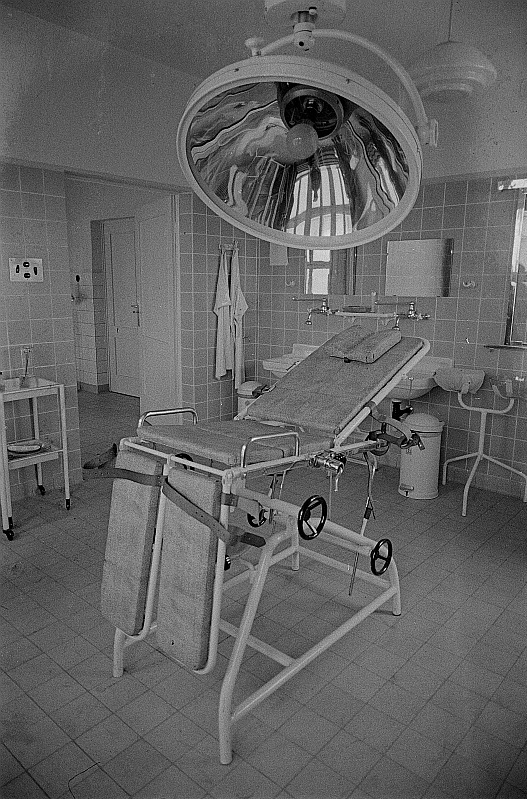
1950年代

無影灯（むえいとう）は、手術室などで用いられる照明器具の一種。

## 歴史
日本においては古くは、1920年（大正9年）にフランスから「シャリテイク」というタイプが、その後ドイツから「パントフォス」というタイプの無影灯が輸入されたという。
光源となる電球には、かつては白熱電球・クリプトン電球・ハロゲン電球が用いられていたが、近年は発光ダイオードを用いたLED照明化も進んでいる。それによって、後述の低発熱（低廃熱）が実現可能となった。
本来であれば「手術用照明器」と表記される医療機器であるが、昭和3年に浅川好文氏が特許申請（特許第79198号）を行う際、製品に必要な機能（影の無い照明）を基に「無影橙笠」と登録した特許名が語源とされる。
しかし、昭和2年に無影灯専門製造メーカーとして山田昭和堂器械店（現山田医療照明㈱）が創業を開始している。
昭和初期に医療機器製造をしていた全国のメーカーが、解りやすさから無影灯と言う特許名をカタログ等に使い浸透した。
また、医療機器業界ではシャリテイクやパントフォスの日本語訳という意味で業界用語として定着した。
“Shadowless Lamp” は「無影灯」を直訳した和製英語で、英語圏では通じない。
正しくは“operating light”となる。

## 特徴
無影性
手術作業への影響を減らすために影を生じないよう、電球内や反射板によって光を乱反射させる仕組みが施されている。
低発熱（低廃熱）の光
患者の負担を緩和するため（術部の乾燥を防ぐ点でも）光をできる限り低温で供給できるよう、複数の小さな電球を用いて1個単位の熱量を減らしたり赤外線吸収フィルターを導入するなどの工夫がされている。
色温度
手術を行う人によって「無影灯の適正な色温度」の意見は分かれるが、現在では、ある程度の色温調節が可能な無影灯も登場している。